# Alejandra Giménez
Alejandra Rocío Gayoso Giménez (Avellaneda, Argentina, 3 de febrero de 1999) es una jugadora de futsal argentina. Se desempeña en el CD Camoens de la ciudad de Ceuta y en la selección argentina de ese deporte. Sus inicios en el futsal fueron en el club San Lorenzo en el que luego continúo jugando fútbol once. Sus últimas temporadas como jugadora de fútbol de once fueron en Boca Juniors.

## Selección nacional
Formó parte del plantel de la selección femenina de fútbol sala de Argentina que obtuvo el subcampeonato en la Copa América Femenina de Futsal 2019, siendo autora de uno de los goles en la semifinal contra Paraguay.